# Hall County (Texas)
Hall County je okres ve státě Texas v USA. K roku 2010 zde žilo 3 353 obyvatel. Správním městem okresu je Memphis. Celková rozloha okresu činí 2 341 km².